# Fossa do Japão

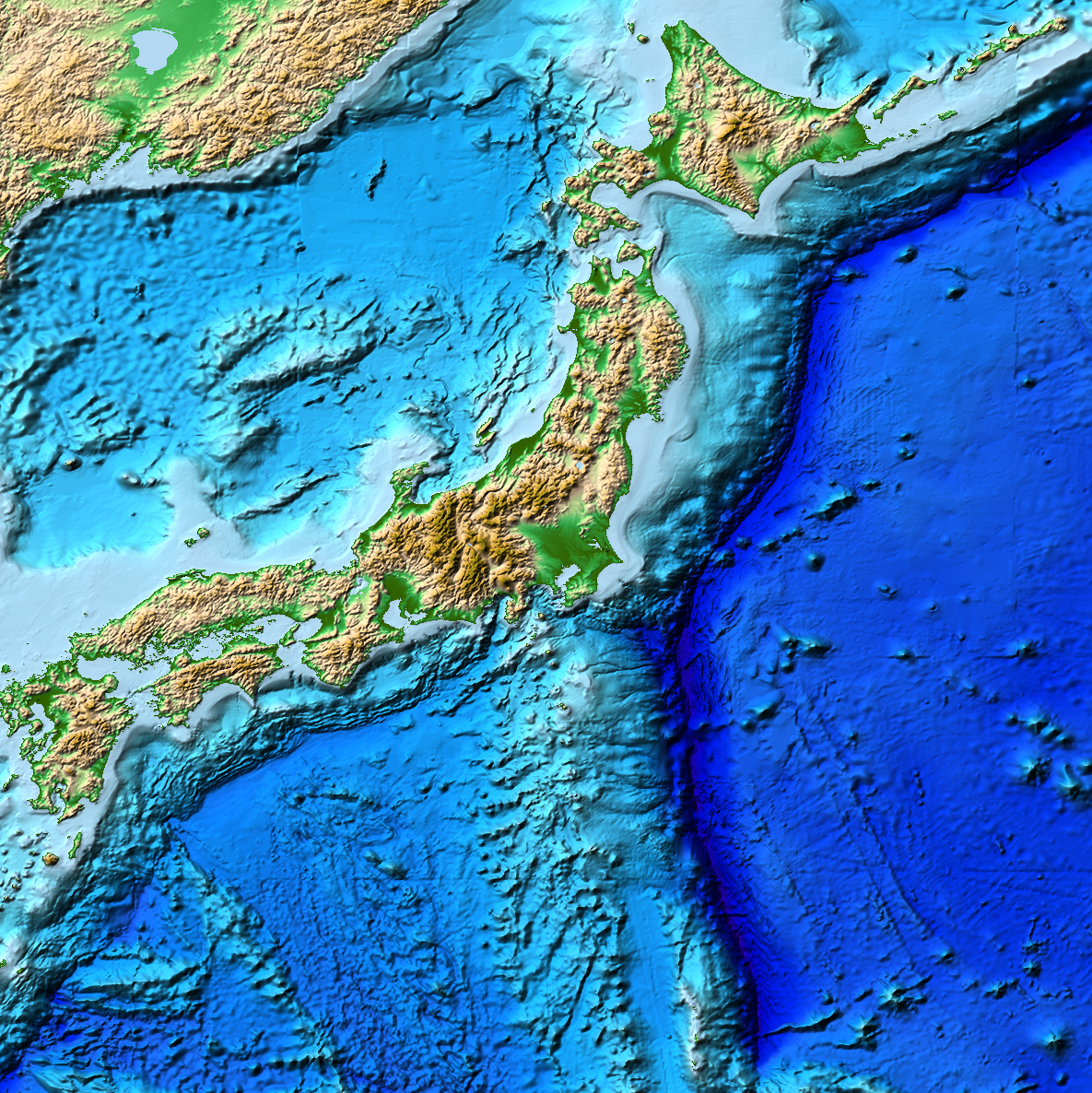
A Fossa do Japão está a leste da ilha de Honshū.

A fossa do Japão é uma fossa oceânica, uma parte da Círculo de fogo do Pacífico, no piso do norte do Oceano Pacífico, localizada a nordeste do arquipélago do Japão. Estende-se desde as Ilhas Curilas até às Ilhas Bonin e tem uma profundidade máxima de 9000 m. Trata-se de uma extensão da Fossa das Curilas, ao norte, e da Fossa de Izu-Ogasawara, no sul.
A Fossa do Japão é uma das causas de tsunamis e terremotos no Japão. Desde 1973, houve pelo menos nove terremotos de magnitude superior a 7 na escala Richter.